# Hans-Joachim Staude

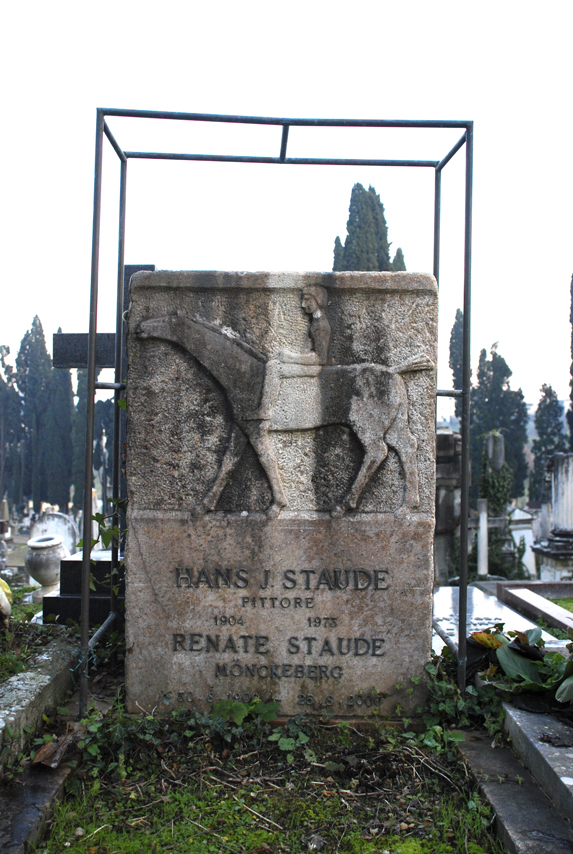
Cimitero Evangelico degli Allori

Hans-Joachim Staude (Port-au-Prince, 1904 – Firenze, 23 luglio 1973) è stato un pittore tedesco che trascorse la maggior parte della sua vita a Firenze. Ebbe come allievo, tra gli altri, Lorenzo Milani.

## Biografia
Nato ad Haiti da genitori tedeschi, Hans-Carl Staude e Elsa Tippenhauer, nel 1909 seguì la madre e il fratello maggiore ad Amburgo. Qui iniziò a disegnare ed entrò in contatto con l'Espressionismo tedesco, tramite le lezioni di Karl Schmidt-Rottluff, esponente del gruppo Die Brücke.
Nel 1923 tornò ad Haiti, in visita al padre, e nel 1925, dopo il ritorno ad Amburgo, partì per Firenze per un viaggio di studio: nella città toscana decise di fermarsi per due anni. Fatta nuovamente tappa ad Amburgo, nel 1928 si recò a Parigi, dedicandosi allo studio delle tecniche pittoriche proprie dell'Impressionismo. Un anno dopo andò di nuovo a Firenze, dove sarebbe rimasto fino alla morte (è sepolto al Cimitero Evangelico agli Allori).
Espose a Venezia, Roma, Milano, Amburgo e Colonia: Palazzo Pitti e gli Uffizi acquistarono suoi lavori.
Nel 1963 venne organizzata una retrospettiva presso l'Accademia di belle arti di Firenze.
Sua figlia Angela è stata la moglie di Tiziano Terzani.